# Pomocný technický prapor

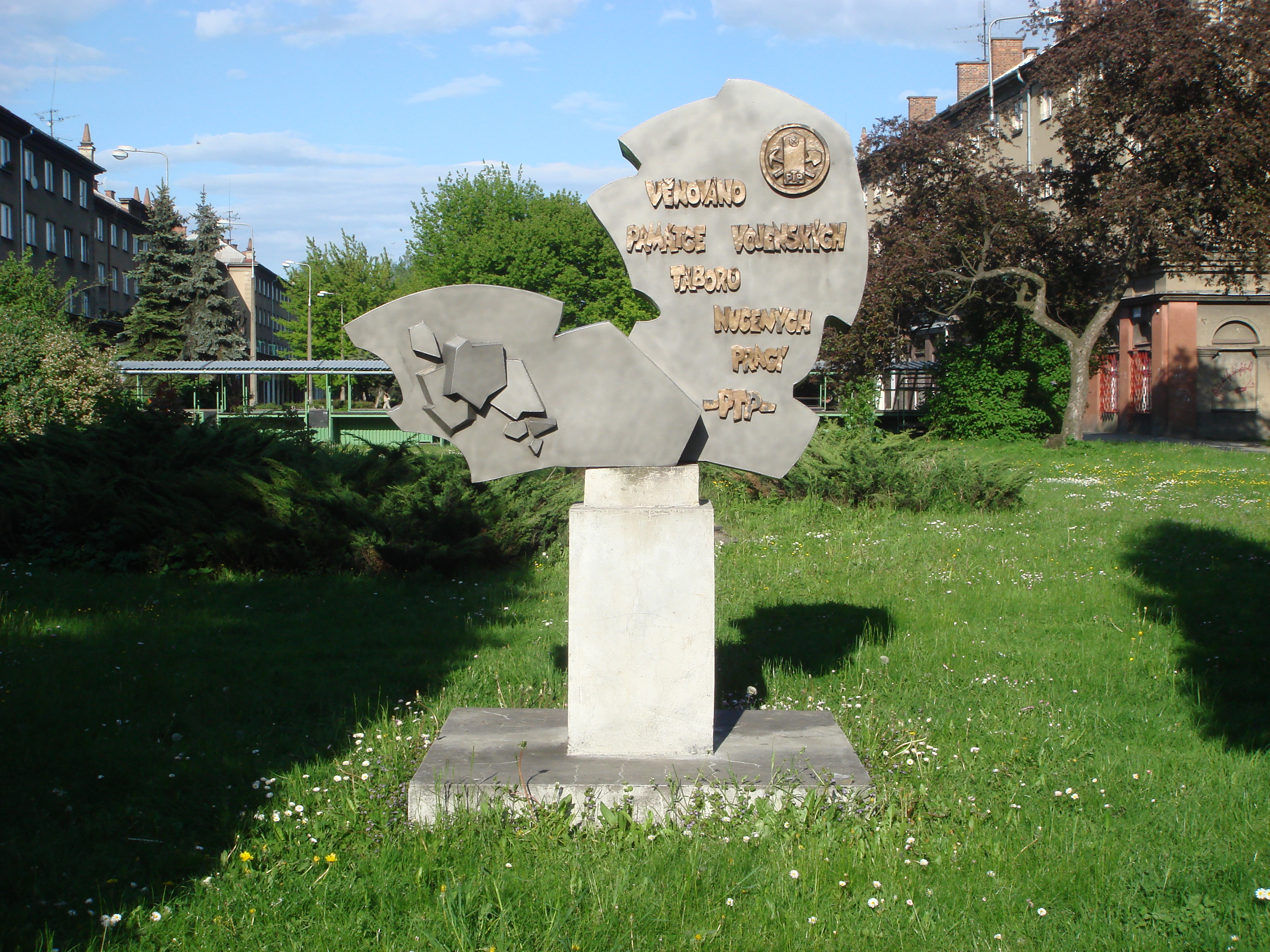
Monument in Karviná zur Erinnerung an die Militärcamps für Zwangsarbeit in der Ära der kommunistischen Tschechoslowakei

Technische Hilfsbataillone (tschechisch Pomocné technické prapory [PTP], slowakisch Pomocné technické prápory oder auch Vojenské tábory nucených prací [VTNP], Lager für Militärische Zwangsarbeit) waren Einheiten der Tschechoslowakischen Volksarmee, welche in den Jahren 1950–1954 zur Internierung und Umerziehung jener Personen dienten, die als „Feinde des Regimes“ angesehen wurden bzw. als „illoyal“ galten. Im Kern handelte es sich dabei um Arbeitslager.

## Hintergrund
Ein wichtiger Grund bei deren Entstehung war auch die Sicherung billiger Arbeitskräfte  für ausgesuchte Wirtschaftszweige, hauptsächlich für den Bergbau und die Bauwirtschaft. Sie waren auch ein Werkzeug  der Persekution und Arbeitsausbeutung politisch unbequemer Personen und Klassenfeinde. Dazu gehörten Intellektuelle („inteligence“), Bürgerliche („buržoazní původ“), Adelige („šlechta“) und Mitglieder des Klerus. Eine tatsächliche Schuld musste dabei nicht bestehen, wie beispielsweise der Fall des katholischen Priesters Štefan Klubert, dem späteren Dekan in Levoča, zeigt. Ohne dass ihm in dem gemeinsamen Prozess mit Bernard Jaško und Pavol Kalinaj etwas zur Last gelegt werden konnte, wurde er nicht freigesprochen, sondern in Arbeitslagern und anschließend den Technischen Hilfsbataillonen in Ilava und Trenčín interniert. Das Funktionieren der Technischen Hilfsbataillone war nach den  geltenden tschechoslowakischen Gesetzen und nach internationalem Recht rechtlich nicht abgedeckt.
Die Zwangsverpflichteten wurden aufgrund ihrer Kleidung auch „Schwarze Barone“ („černí baroni“) genannt. Obwohl sie formal dem Militär zugeordnet waren, trugen sie keine Waffen. Stattdessen mussten sie gefährliche Arbeiten in Minen oder Fabriken übernehmen. Sie erhielten keine nennenswerte Vergütung, wurden eher wie Sklaven behandelt und ruinierten sich ihre Gesundheit. Nach Angaben des tschechischen Militärs wurden die „Schwarzen Barone“ tatsächlich entlohnt, mussten im Gegenzug aber auch für Unterkunft und Verpflegung aufkommen.
In  den Technischen Hilfsbataillonen wurden ca. 60.000 Bürger der Tschechoslowakei zwangsverpflichtet, davon verloren „etwa 400“ ihr Leben. Sie arbeiteten in den Kohlegruben (Ostrava, Kladno und auch in der Slowakei), in der Bauwirtschaft  (z. B. Prager Siedlung Petřín), an militärischen Bauten (Flughäfen, Kasernen, Wohnhäuser und anderen Objekten, z. B. das Zentrale Militärspital in Prag), in den Militärwäldern, Steinbrüchen und in der Landwirtschaft.

## Auflösung
Die letzten vier der über 20 Lager wurden 1954 aufgelöst. Die Einrichtungen wurden auch von ausländischen Geheimdiensten überwacht. So beschreibt beispielsweise die CIA, wie 1954 das 57. Technische Hilfsbataillon in Smečno in ein Technisches Bataillon umgewandelt wurde. Dadurch veränderte sich die Situation der vorherigen Zwangsmitglieder bedeutend: Sie erhielten neue Kleidung, wurden als reguläre Mitglieder der Armee mit Waffen ausgestattet und hatten fortan einen zweijährigen Wehrdienst anstelle einer unbestimmten Dauer. Wer bereits zwei oder mehr Jahre hinter sich gebracht hatte, wurde sofort entlassen.

## Gedenken
Für eine nachhaltige Erinnerung auf breiter Ebene sorgte Miloslav Švandrlík mit seinem 1969 erschienenen Roman Černí baroni („Schwarze Barone“), der 1992 gleichnamig als Film und 2004 als Serie verfilmt wurde. Beide Werke basieren jedoch auf der Realität der Technischen Bataillone (TP), nicht der Technischen Hilfsbataillone (PTP), welche wesentlich strenger waren. Darüber hinaus finden sich auch vereinzelt Gedenktafeln, zum Beispiel in der Stadt Město Libavá, die bis Ende 2015 eine militärische Siedlung auf dem Truppenübungsplatz Libavá war. Dort erinnert auf einem Platz in der Ortsmitte ein Denkmal an die Angehörigen der Technischen Hilfsbataillone.